# Ocnotelus
Ocnotelus is een geslacht van spinnen uit de familie springspinnen (Salticidae).

## Soorten
De volgende soorten zijn bij het geslacht ingedeeld:
- Ocnotelus imberbis Simon, 1902
- Ocnotelus lunatus Mello-Leitão, 1947
- Ocnotelus rubrolunatus Mello-Leitão, 1945